# چناق سفلی و علیا
پتلقان یک روستا در ایران است که در دهستان قشلاق جنوبی واقع شده‌است. پتلقان جمعیت  
نا معلوم دارد. مکان این روستا اشتباه است